# Laszki (województwo podkarpackie)
Laszki – wieś w Polsce, położona na Płaskowyżu Tarnogrodzkim w województwie podkarpackim, w powiecie jarosławskim, w gminie Laszki.
Miejscowość jest siedzibą gminy Laszki oraz rzymskokatolickiej parafii pw. św. Zofii i Szczepana.
W latach 1954–1972 wieś należała i była siedzibą władz gromady Laszki. W latach 1975–1998 miejscowość administracyjnie należała do województwa przemyskiego.

## Integralne części wsi
| SIMC    | Nazwa           | Rodzaj    |
| ------- | --------------- | --------- |
| 0605542 | Bawoły          | część wsi |
| 0605559 | Fedany          | część wsi |
| 0605565 | Jarębki         | część wsi |
| 0605571 | Kozły           | część wsi |
| 0605588 | Pod Kościołem   | część wsi |
| 0605594 | Podedwór        | część wsi |
| 0605602 | Podstaw         | część wsi |
| 0605619 | Wola Laszkowska | część wsi |

## Historia
Najstarsza informacja na temat miejscowości zawarta w źródłach pisanych pochodzi z wydanego w 1387 r. aktu nadania dóbr jarosławskich Janowi z Tarnowa herbu Leliwa, marszałkowi Królestwa Polskiego, przedstawicielowi jednego z najpotężniejszych rodów Królestwa. Laszki w tym czasie były już miejscowością dobrze zagospodarowaną, na wiele lat weszły w skład klucza jarosławskiego Leliwitów. Laszki były wówczas ważną osadą, z dwoma kościołami łacińskim i ruskim, choć przynależną jeszcze do parafii jarosławskiej. Samodzielna parafia łacińska powstała tu w 1469 r., z fundacji Spytka z Jarosławia herbu Leliwa.
W II Rzeczypospolitej wieś w powiecie jarosławskim województwa lwowskiego. W latach 1943–1945 nacjonaliści ukraińscy z OUN-UPA zamordowali tutaj 31 Polaków i 20 Żydów ukrywających się przed wywózką do getta.

## Edukacja i sport
- Zespół Szkół w Laszkach (szkoła podstawowa i gimnazjum)
- klub piłki nożnej, Hetman Laszki, występujący w A klasie, grupa Jarosław[7].
- Lądowisko Laszki użytkowane przez Aeroklub Ziemi Jarosławskiej[8].